# Aircraft on ground
Aircraft on ground o AOG (per les seves sigles en anglès, la traducció literal de les quals és "aeronau aterrada") és un terme del camp del manteniment d'avions que indica que un problema en una aeronau és prou greu com per evitar aquesta voli. Boeing estima que una situació d'AOG que es manté d'1 a 2 hores costarà a una companyia aèria entre 10 i 20.000 dòlars americans, i pot arribar a un cost de 150.000 dòlars.